# Reconocimiento de escritores
El reconocimiento de escritores no debe ser confundido con el reconocimiento de escritura (véase también OCR). Mientras que el objetivo del reconocimiento de escritores es averiguar o confirmar la identidad del autor de un determinado texto manuscrito, el reconocimiento de escritura intenta averiguar el contenido de un determinado escrito manuscrito independientemente del autor que lo haya realizado.
En función del procedimiento de adquisición de la escritura manuscrita pueden establecerse dos categorías de reconocimiento:
Estático: En este modo, los usuarios escriben sobre papel y la introducción de la escritura en un ordenador para su posterior análisis se lleva a cabo mediante un escáner o cámara de fotos. Esta modalidad también se conoce como “off-line”.
Dinámico: En este modo, los usuarios escriben sobre una tableta digitalizadora, PDA, etc., que adquiere la escritura en tiempo real, simultáneamente durante su realización. Esta modalidad también recibe el nombre de “on-line”. La información dinámica suele incluir las siguientes funciones:
- Coordenada espacial x(t)
- Coordenada espacial y(t)
- Presión p(t)
- Azimuth az(t)
- Inclinación in(t)

Los sistemas dinámicos ofrecen mejores tasas que los estáticos. Existen diversas soluciones tecnológicas para abordar el reconocimiento biométrico de escritores.

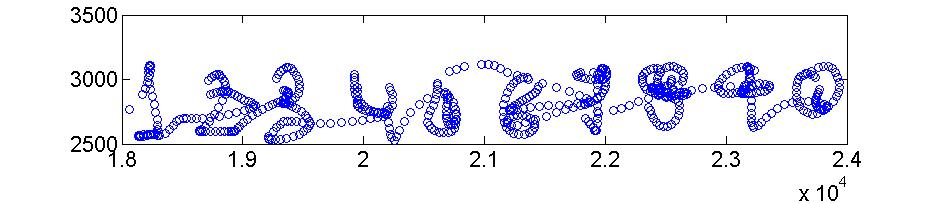
Ejemplo de escritura manuscrita de una secuencia de dígitos. La información dinámica asociada se muestra a la derecha. Es interesante remarcar que la tableta digitalizadora también adquiere la información de los movimientos en el aire. Estos movimientos se pueden identificar fácilmente porque la presión asociada en estos puntos es nula.

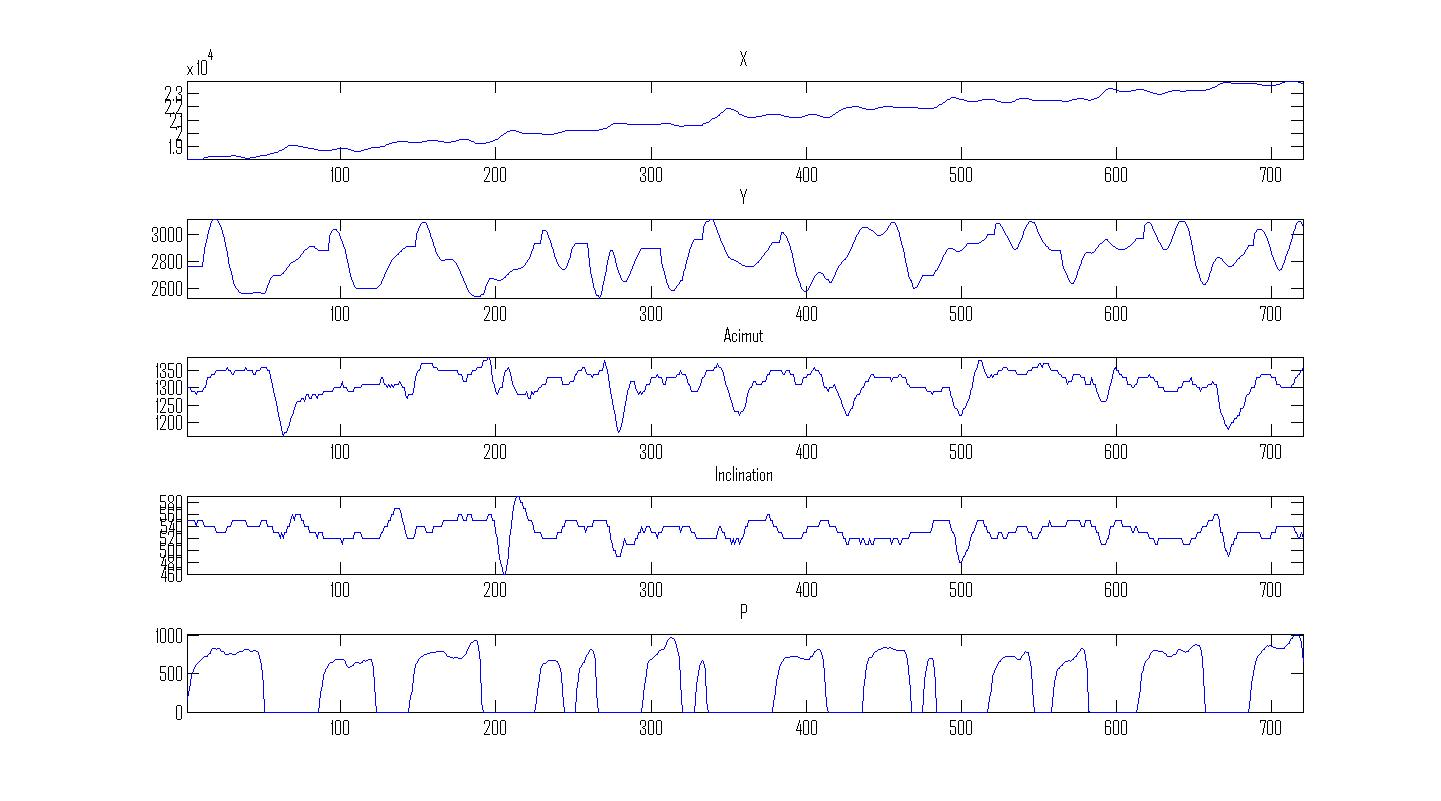
Ejemplo de información dinámica de la secuencia de dígitos mostrada a la izquierda.